# El Trapiche, Nayarit
El Trapiche är en ort i Mexiko.   Den ligger i kommunen La Yesca och delstaten Nayarit, i den centrala delen av landet, 600 km väster om huvudstaden Mexico City. El Trapiche ligger 1 400 meter över havet och antalet invånare är 208.
Terrängen runt El Trapiche är kuperad åt nordost, men åt sydväst är den bergig. Runt El Trapiche är det mycket glesbefolkat, med 3 invånare per kvadratkilometer. El Trapiche är det största samhället i trakten. I omgivningarna runt El Trapiche växer huvudsakligen savannskog.